# Torteron
Torteron är en kommun i departementet Cher i regionen Centre-Val de Loire i de centrala delarna av Frankrike. Kommunen ligger  i kantonen La Guerche-sur-l'Aubois som tillhör arrondissementet Saint-Amand-Montrond. År 2022 hade Torteron 789 invånare.

## Befolkningsutveckling
Antalet invånare i kommunen Torteron
Referens:INSEE